# Revista del Aficionado a la Meteorología
La Revista del Aficionado a la Meteorología (RAM) es la primera revista virtual y gratuita de meteorología con periodicidad mensual (no se edita los meses de verano) de España. Su primer número vio la luz en mayo del 2002 bajo el auspicio del portal de meteorología Meteored.com ocupando actualmente un lugar significativo en la divulgación en castellano de las ciencias de la atmósfera en Internet.
Esta publicación está enfocada a la difusión y divulgación de la meteorología, climatología y ciencias afines. Además, la RAM trata de compartir experiencias meteorológicas vividas por las personas entusiastas de estas ciencias. Las contribuciones y visitas a la revista virtual provienen desde lugares tan dispares como desde universidades hasta el simple aficionado a estas ciencias sin conocimientos profesionales.